# Municipio de Rosewood
El municipio de Rosewood (en inglés, Rosewood Township) es un municipio del condado de Chippewa, Minnesota, Estados Unidos. Tiene una población estimada, a mediados de 2022, de 310 habitantes.
Abarca una zona exclusivamente rural.

## Geografía
Está ubicado en las coordenadas 45°0′51″N 95°39′57″O / 45.01417, -95.66583. Según la Oficina del Censo de los Estados Unidos, tiene una superficie total de 92.6 km², de la cual 92.4 km² corresponden a tierra firme y 0.2 km² están cubiertos de agua.

## Demografía
Según el censo de 2020, en ese momento había 328 personas residiendo en la zona. La densidad de población era de 3.5 hab./km². El 95.73 % de los habitantes eran blancos, el 0.61 % eran afroamericanos,  el 0.30 % era asiático, el 0.91 % eran de otras razas y el 2.44 % eran de una mezcla de razas. Del total de la población, el 0.61 % eran hispanos o latinos de cualquier raza.